# José Linhares

Posse de José Linhares como Presidente da República, em 31 de outubro de 1945.
Mídia sob a guarda do Arquivo Nacional.

José Linhares GCC (Guaramiranga, 28 de janeiro de 1886 —  Rio de Janeiro, 26 de janeiro de 1957) foi um magistrado brasileiro e presidente da República durante três meses e cinco dias, de 29 de outubro de 1945 a 31 de janeiro de 1946. Foi o primeiro cearense presidente do Brasil.

## Biografia
José Linhares nasceu em 28 de janeiro de 1886, no sítio Sinimbu, em Guaramiranga, na época, distrito pertencente a Baturité. Filho do Cel. Francisco Alves Linhares e Josefa Felícia Caracas. Foi nomeado ministro do Supremo Tribunal Federal, por decreto de 16 de dezembro de 1937, na vaga decorrente da aposentadoria de Ataulfo Nápoles de Paiva, assumindo o cargo em 24 de dezembro. Assumiu a presidência do Supremo Tribunal Federal em 26 de maio de 1945, com a aposentadoria de Eduardo Espínola.
Exerceu a presidência da República  do Brasil por convocação das Forças Armadas, como presidente do Supremo Tribunal Federal, após a derrubada de Getúlio Vargas, de 29 de outubro de 1945 a 31 de janeiro de 1946. Não havia vice-presidente no Estado Novo e o Congresso já estava fechado há mais de sete anos, ou seja, desde o início do regime. Garantiu a realização das eleições, as mais livres até então. A administração de Linhares ficou marcada pela criação do Fundo Rodoviário Nacional, que existiu até 1998, financiando os estados na construção de rodovias, e pelas polêmicas nomeações de parentes a cargos públicos. Linhares ganhou o apelido de "José Milhares" e gerou a expressão Os Linhares são milhares, pela quantidade de parentes que empregou.
Tomou algumas medidas incisivas na área da educação: federalizou a Faculdade de Direto do Ceará e a Escola Politécnica da Bahia; reconheceu a União dos Escoteiros do Brasil como uma instituição de educação extraescolar; aprovou o Estatuto da Universidade do Brasil, em 22 de janeiro de 1946. Este último decreto seria revogado e substituído por Dutra, no mesmo ano.
Tornou-se o primeiro a ter presidido tanto o STF quanto a República.
Em 22 de agosto de 1955 foi agraciado com a Grã-Cruz da Ordem Militar de Cristo de Portugal.
Faleceu à 01h30 do dia 26 de janeiro de 1957, em Botafogo, no Rio de Janeiro, vitima de um infarto do miocárdio, tendo sido sepultado no Cemitério de São João Batista.

## Ministros
- Chefe do Gabinete Militar: Francisco Gil Castelo Branco (general)
- Ministro da Aeronáuticaː Armando Figueira Trompowsky de Almeida
- Ministro da Agricultura: Teodureto Leite de Almeida Camargo
- Ministro da Educação e Saúde Pública: Raul Leitão da Cunha
- Ministro da Fazenda: José Pires do Rio
- Ministro da Guerra: Pedro Aurélio de Góis Monteiro
- Ministro da Justiça e Negócios do Interior: Antônio de Sampaio Dória
- Ministro da Marinha: Jorge Dodsworth Martins
- Ministro das Relações Exteriores: Pedro Leão Veloso
- Ministro do Trabalho, Indústria e Comércio: Roberto Carlos Vasco Carneiro de Mendonça